# Pinocchios äventyr
Pinocchios äventyr (italienska: Le avventure di Pinocchio) är en roman och saga av Carlo Collodi från 1881. Den handlar om trädockan som vill bli människa och som får längre näsa varje gång han ljuger. Boken har sedermera översatts till mer än 200 språk, blivit animerad av Disney och presenterats som en niometers skulptur i Borås.

## Handling
Geppetto är en fattig dockmakare. Han finner en dag ett stycke pinjeträ som han skapar en docka i. Som i ett mirakel visar sig dockan börja leva. Dockan – Geppetto döper den till Pinocchio eftersom den är gjord av pinjeträ (pinocchio är italienska för tallfrö) – får som hjälp att bli en snäll docka ett samvete i form av en syrsa. Varje gång dockan ljuger får han näsan förlängd. Till slut visar sig dock Pinocchio snäll och får bli en riktig pojke, så som han genom hela berättelsen önskat.

## Figurer i berättelsen
- Pinocchio – en docka av pinjeträ som vill bli människa. Han får allt längre näsa, varje gång han ljuger.
- Geppetto – en fattig snickare. Han blir Pinocchios "far" när han skapar en docka i trä som till hans förvåning börjar leva.
- Räven och katten – två lurendrejare. I Disneys film kallas de Redlige/Ärlige John och Gideon.

## Produktionshistoria
Historien publicerades först som följetong i ett veckomagasin för barn – Giornale per Bambini. Det var den 7 juli 1881, och när historien några månader senare slutade med att Pinocchio hängde från en gren i en stor ek krävde läsarna ytterligare kapitel. 1882 återkom historien under namnet Le avventure di Pinocchio (Pinocchios äventyr) och fortsatte i tidningen fram till den 16 februari 1883.
I samband med att det sista kapitlet publicerades kom den i bokform hos förlaget Liberia Editrice Felice Paggi i Florens. I USA kom den första översättningen 1898, i Spanien 1901 och i Frankrike 1902. Den första svenska översättningen, gjord av Aline Pipping, utkom 1904 på det finländska förlaget Helios i Helsingfors.

## Bearbetningar

### Disneys film

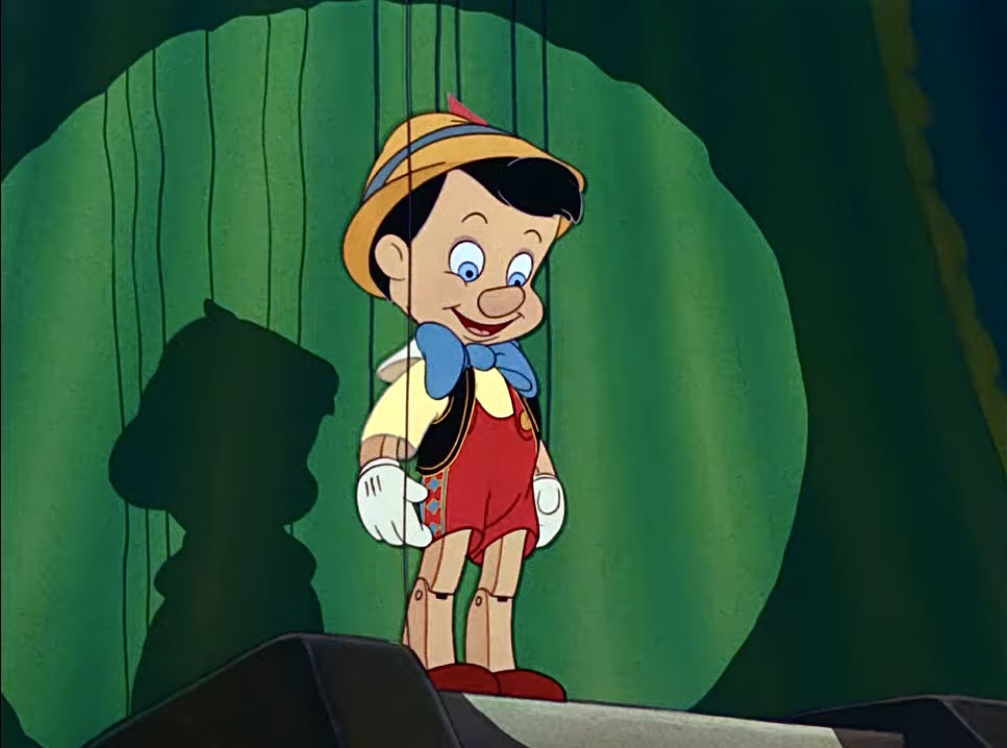
Pinocchio i Disneys film från 1940.

1940 baserade Walt Disney sin andra tecknade långfilm, Pinocchio, på berättelsen. Både i boken och i filmen finns en syrsa som samvete. Det är dock bara i filmen man i traditionell Disneystil gett samvetet kläder, ett namn (Benjamin Syrsa) och en egen personlighet.
Enrico Mazzanti, född 1850 i Florens, död 1910, var den som illustrerade den första utgåvan, där Pinocchio porträtteras smalare och mer liknar en traditionell trädocka än den variant vi har vant oss vid starkt påverkade av Walt Disneys tolkning i sin animerade film från 1940. Hos Mazzanti går det tydligt att se anknytningen till Commedia dell'artes typgalleri. Den lustiga toppiga hatten behöll Disney i en modifierad form, men i övrigt är hans variant en snällare och knubbigare dockpojke än Mazzantis tolkning. Mycket närmare originalet höll sig Roberto Benigni i sin film Pinocchio (2002), där han själv hade huvudrollen.

### Roberto Benignis film
Roberto Benigni höll sig mycket närmare originalet än Disney i sin film Pinocchio (2002), Benigni spelade själv huvudrollen.

### Robert Zemeckis film
Robert Zemeckis nyinspelning av filmen från 1940 hade premiär 2022. Filmen är en spelfilm och har Tom Hanks i rollen som Gepetto och manuset är skrivet av Chris Weitz.

### Guillermo del Toros film
Guillermo del Toros och Mark Gustafsons spelfilm hade premiär 2022. Filmen är stop motion-animerad och nominerades till en Oscar för bästa animerade film.

### Skulptur i Borås
I Borås avtäcktes en nio meter hög bronsskulptur av sagofiguren i maj 2008. Den heter Walking to Borås och är den amerikanske popkonstnären och skulptören Jim Dines tolkning av Pinocchio-motivet.

## Källhänvisningar
1. ↑  ”LIBRIS - sökning: Pinocchios äventyr”. libris.kb.se. http://libris.kb.se/hitlist?d=libris&q=Pinocchios+%C3%A4ventyr&f=simp&spell=true&hist=true&p=1. Läst 20 april 2020.
2. 1 2 3 4  Härtelius, Arne (30 november 2005). ”Sagorealism: Pinocchio förr och nu”. NE.se. Arkiverad från originalet den 22 juni 2014. https://archive.is/20140622203709/http://www.ne.se/rep/sagorealism-pinocchio-f%C3%B6rr-och-nu. Läst 22 juni 2014.
3. 1 2 3  "Pinocchio". NE.se. Läst 22 juni 2014.
4. ↑  Poellinger, Clemens (2008-05-06): "Pinocchio på plats i Borås". Svd.se. Läst 22 juni 2014.